# Aporodesmus graueri
Aporodesmus graueri är en mångfotingart som beskrevs av Carl Graf Attems 1927. Aporodesmus graueri ingår i släktet Aporodesmus och familjen Cryptodesmidae. Inga underarter finns listade i Catalogue of Life.